# 星笠螺
星笠螺（学名：Scutellastra flexuosa）是一個海螺的物種。舊屬原始腹足目笠螺科笠螺属，今屬笠形腹足類支序笠螺科的Scutellastra屬。

## 亞種
- Patella flexuosa flexuosa Quoy & Gaimard, 1834 in 1832-35
- Patella flexuosa optima Pilsbry, 1927

## 型態特徵
殼長約4-6cm，殼頂低，殼表面有8個明顯的螺肋和許多不明顯的螺肋，邊緣粗糙呈鋸齒狀。殼外部和內部邊緣淡褐色，殼內部中央白色。

## 分佈

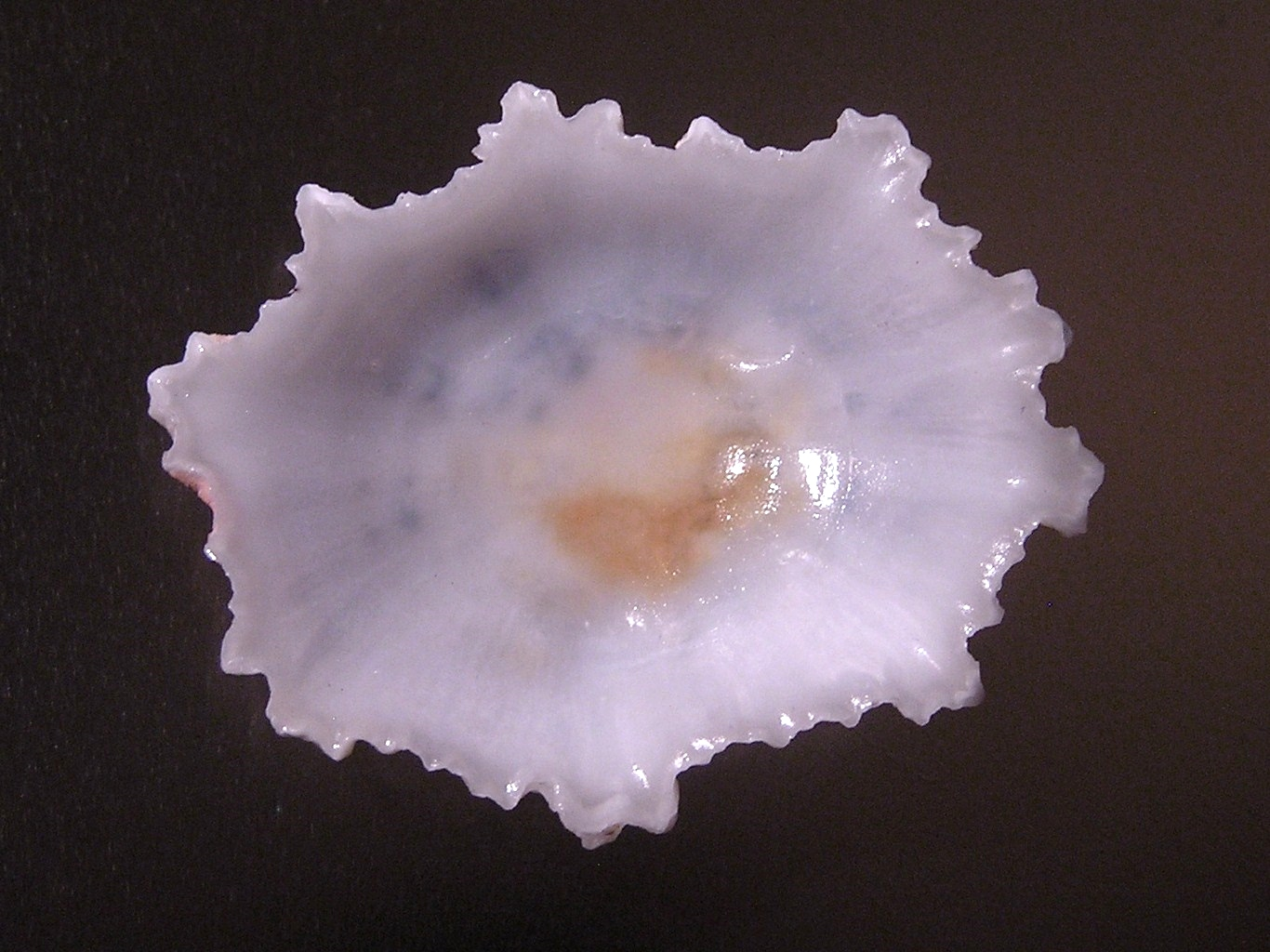
ventral view

主要分布于马来西亚、印度尼西亚、韩国、中国大陆、台湾，常栖息在潮下带岩礁上、潮间带。